# Pater Patriae

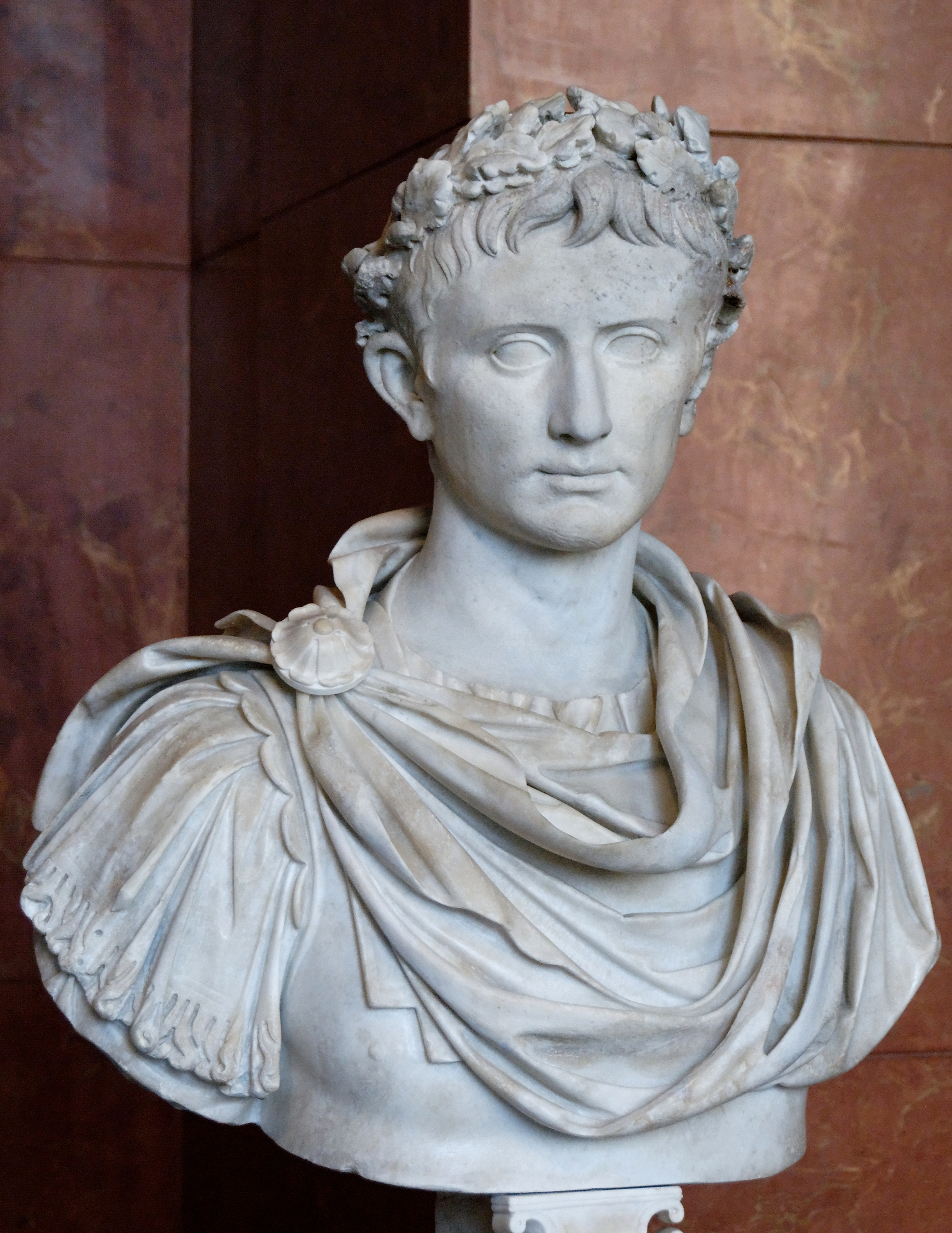
Augusto fu il primo imperatore romano che, a partire dal 2 a.C., venne onorato del titolo di pater patriae.

Pater Patriae (Padre della Patria) era un titolo onorifico conferito nell'antica Roma. La locuzione latina iscritta di solito sulle monete o su i monumenti imperiali era abbreviata epigraficamente come P.P. Il titolo non rappresentava una particolare magistratura e quindi non aveva carattere giuridico ma era solo un riconoscimento onorario ufficiale attribuito dallo Stato.
Anche se conferito ad altri imperatori (alcuni come Tiberio non vollero mai accettarlo e Adriano lo accolse solo dopo due anni) "pater patriae" non costituì il loro titolo ufficiale, come non lo erano i titoli di "Augustus" o "princeps". Perciò dal suo conferimento non derivavano particolari effetti giuridici.

## Beneficiari del titolo in epoca romana
Agli imperatori veniva generalmente attribuito l'appellativo di Sancte pater di solito riservato agli dei.
Il titolo di pater patriae, riconosciuto dai Romani a Romolo e a Marco Furio Camillo, fu assegnato poi dal Senato nel 2 a.C., per i meriti nei confronti dello Stato, a Ottaviano Augusto, che lo fece attribuire anche a Gaio Giulio Cesare (già parens patriae nel 49 a.C.). Il titolo per Augusto doveva rappresentare il riconoscimento politico dei valori del principato augusteo. Svetonio racconta che inizialmente fu la plebe romana ad attribuirglielo; in seguito, poiché lo rifiutava, una folla considerevole, coronata di lauro, glielo richiese mentre entrava ad uno spettacolo in Roma. Ed infine fu la volta del Senato nella curia, con portavoce Valerio Messala che, a nome di tutti, gli disse:
(Svetonio, Augustus, 58.)
A Messalla Augusto rispose con le lacrime agli occhi:
(Svetonio, Augustus, 58.)
Dello stesso titolo si valsero come valore ideologico del loro potere soprattutto gli imperatori della dinastia Flavia. Il titolo risulta attribuito anche a Traiano come risulta da varie iscrizioni apposte su monumenti costruiti durante il suo impero, come dalla cosiddetta "Tabula Traiana" che celebra la costruzione della strada militare che conduceva al ponte sul Danubio voluto dall'imperatore. Incerta l'attribuzione del titolo a Cicerone per aver scoperto e denunciato la congiura di Catilina.

## Il titolo nei tempi successivi

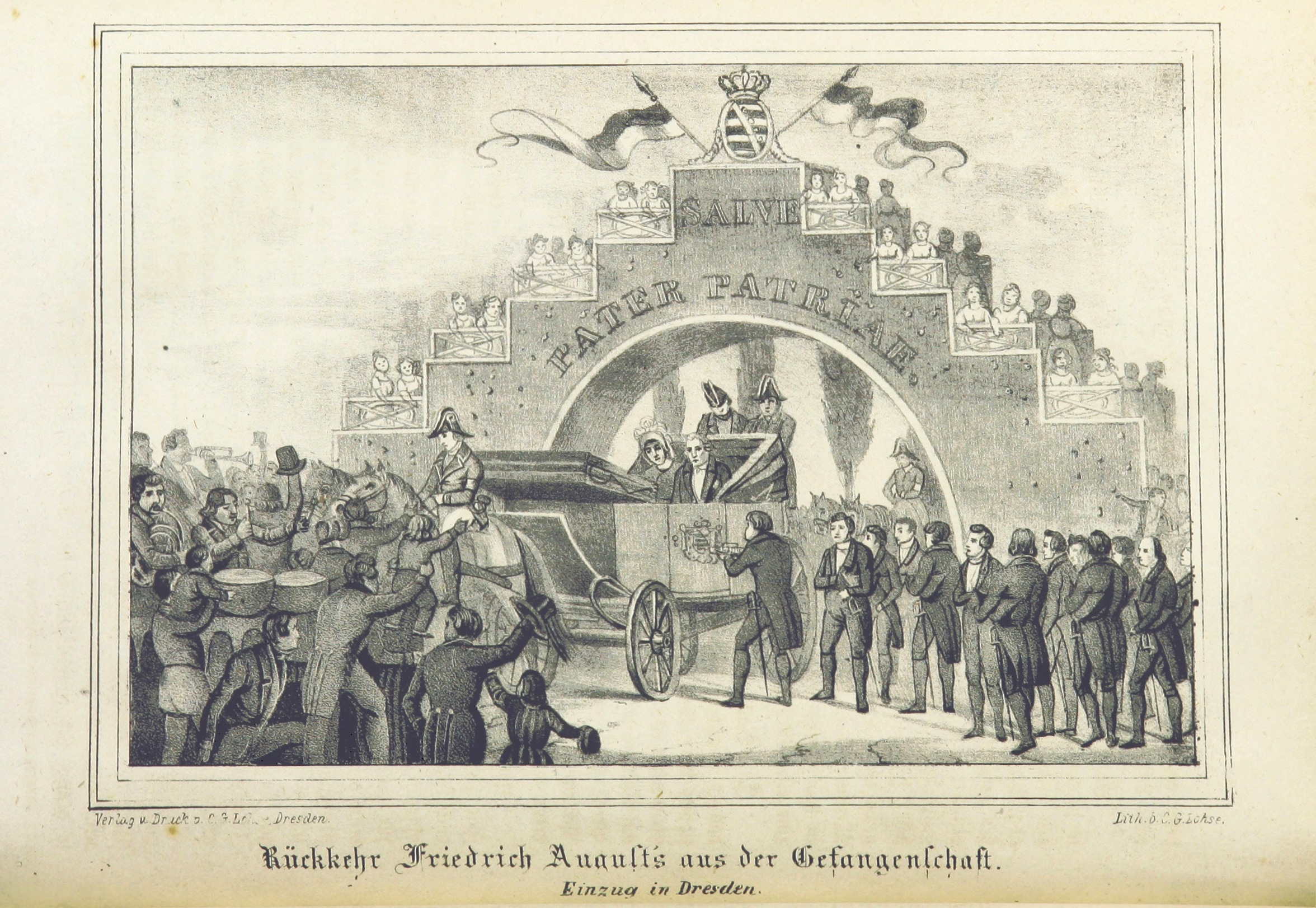
Ritorno del Re di Sassonia Federico Augusto dalla prigionia il 7 giugno 1815 salutato a Dresda con la scritta "Salve Pater patriae"

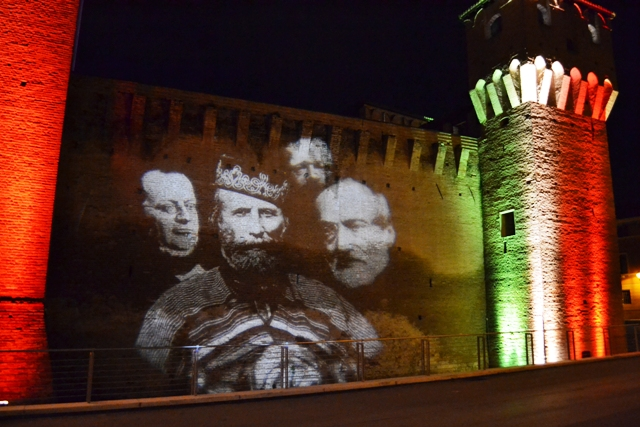
Le immagini dei quattro padri della Patria, proiettate sulla rocca di San Felice sul Panaro, in occasione del centocinquantenario dell'Unità d'Italia

Nelle epoche successive il titolo di "Padre della Patria" compare nelle storie celebrative nazionali come un attributo onorario riferito, solitamente postumo, a grandi personaggi che, secondo un'opinione non sempre storiograficamente comprovata, contribuirono in modo rilevante alla storia della nazione, se non alla sua stessa edificazione.

### Bolivia, Colombia, Ecuador, Panama, Perù, Venezuela
Il padre della Patria di questi sei paesi è Simón Bolívar.

### Albania
Giorgio Skanderbeg è il padre della Patria albanese. Le sue gesta ispirarono nei secoli le rapsodie, la letteratura, le arti e mantennero vivo negli albanesi lo spirito di libertà.

### Argentina, Perù e Cile
Questi paesi onorano come Padre della Patria il militare José de San Martín, che combatté per l'indipendenza di Argentina, Cile e Perù.

### Bangladesh
Alla guida della Lega Awami, Sheikh Mujibur Rahman fu primo ministro del Bangladesh dopo l'indipendenza del Bangladesh ed è perciò considerato padre della Patria bengalese.

### Italia
In epoca preunitaria, il titolo di "padre della Patria" fu attribuito in Firenze, nel 1465, a Cosimo de' Medici, a un anno dalla sua morte; in questo caso per patria si deve intendere la Repubblica di Firenze. La Signoria e il popolo decisero di rendere onore a Cosimo con l'iscrizione Pater patriæ sulla lastra della sua tomba realizzata dal Verrocchio.
Dopo l'unità d'Italia, l'epiteto di Padre della Patria fu attribuito ai quattro uomini che animarono il Risorgimento: Giuseppe Garibaldi, Giuseppe Mazzini, Camillo Benso di Cavour e Vittorio Emanuele II.
Vittorio Emanuele II, primo re d'Italia, ebbe anche un'investitura ufficiale di tale appellativo, quando anche in occasione del trasporto e del funerale al Pantheon, fu apposta una scritta che copre il fregio esterno del sepolcro che recita "A Vittorio Emanuele Il Padre della Patria". Lo stesso epiteto era nelle motivazioni per l'erezione del monumento nazionale che da lui prende il nome di Vittoriano, sito a Roma, in Piazza Venezia.

### Russia
Nel 1721 il senato e il sinodo russo conferirono allo zar Pietro I il titolo di Imperatore e Padre della Patria dopo la pace di Neustadt.